# Madonna col Bambino ridente
Madonna col Bambino ridente (en italien) est une fresque attribuée au peintre  Giotto di Bondone (ou son atelier?), datée des environs de 1291-1295 et située dans la partie supérieure de l'envers de la façade de l'église supérieure de la basilique Saint-François d'Assise

## Description
Au centre de l'envers de la façade, au-dessus du portail de la basilique, se trouvent trois médaillons avec la Madonna col Bambino ridente (au centre) et deux Anges (aux côtés).
Plus haut, au-delà de la lunette avec la Pentecôte et l'Ascension, se trouvent deux autres grands médaillons avec Saint Pierre et Saint Paul, qui symbolisent la protection papale directe sur la basilique.
Pratiquement toutes les scènes de l'envers de la façade sont attribuées au jeune Giotto et à ses collaborateurs, à un moment immédiatement antérieur au début des Storie di san Francesco.
Néanmoins, certains critiques d'art, (comme Luciano Bellosi), situent les figures du bas, en particulier la Madonna, à un moment contemporain aux Fresques de la vie de saint François, car par rapport au registre supérieur, la couleur est plus compacte et l'illumination plus intense.
La fresque est en bonnes conditions de conservation. Marie située dans un clipeus possède une volumétrie solide et puissante, expansée formant quasiment avec l'arc de ses épaules une coupole tri-dimensionnelle.
Son visage est élégamment entouré par un voile clair, semi transparent. Le regard absent, présage du destin tragique du Christ, vêtue d'habits aux couleurs traditionnelles de l'église, le rouge et le bleu, elle porte solidement l'Enfant qui semble s'agiter joyeusement et qui, se tournant pour regarder sa mère, ébauche un léger sourire. La Vierge et l'Enfant sont tous les deux auréolés.
De chaque côté de la Vierge se trouvent deux autres clipeus avec des anges à mi-figure (diamètre 60 cm chacun), tournés vers elle.
Les considérations stylistiques font ressortir des formes pleinement plastiques, une fermeté solennelle et ordonnée.
Concernant l'attribution de l'œuvre, diverses hypothèses ont été émises par les historiens de l'art :
- Cesare Gnudi (1959), relève des influences romaines et toscanes,
- Decio Gioseffi (1957 et 1963) et Roberto Salvini (1962) parlent d'un maître anonyme s'inspirant de Giotto, actif postérieurement à la réalisation des Storie francescane.
- Les hypothèses contemporaines se réfèrent à un travail exécuté à partir d'un dessin du responsable des Storie francescane, dirigé probablement par des maîtres de l'atelier de Giotto.